# Keele
Keele è un villaggio e parrocchia civile di 4 129 abitanti nel borough di Newcastle-under-Lyme nella contea cerimoniale dello Staffordshire nel Regno Unito. Nel villaggio ha sede l'Università di Keele.

## Storia

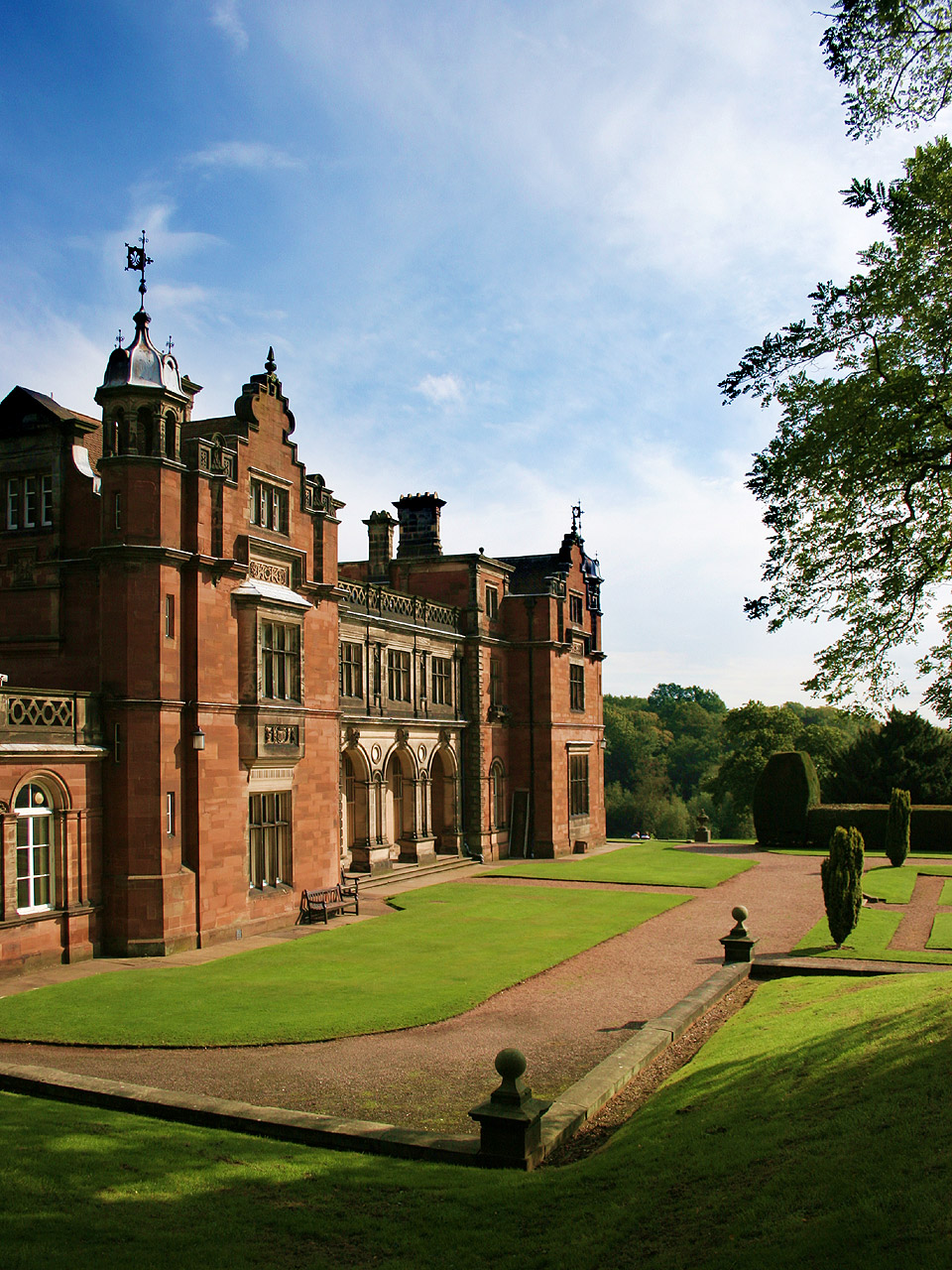
Keele Hall.

Le prime notizie su Keele risalgono alla fine del XII secolo, quando una tenuta venne concessa da re Enrico II ai cavalieri templari, probabilmente tra il 1168 e il 1169. Nel corso del secolo successivo Keele divenne una precettoria dei Templari e il villaggio iniziò a svilupparsi, grazie anche all'esenzione da tassazioni e a privilegi provenienti dalla corona. Nel 1308, dopo la condanna e successiva soppressione dell'ordine dei cavalieri templari, la corona inglese requisì tutti i possedimenti dei templari, inclusa la precettoria di Keele. Nel 1314 Keele passo sotto il controllo di Tommaso Plantageneto, che la tenne fino alla sua esecuzione avvenuta nel 1322. Keele tornò sotto il controllo della corona e nel 1324 venne, infine, concessa ai cavalieri Ospitalieri. Keele continuò a prosperare anche sotto gli Ospitalieri e sotto la loro gestione rimase fino al 1540, anno nel quale gli ordini religiosi cavallereschi vennero soppressi in Inghilterra.
Nel 1544 la tenuta di Keele venne acquistato da William Sneyd, che, assieme al suo figlio ed erede Ralph, iniziò la costruzione delle prime case. Nel 1580 circa, lontana dal centro del villaggio, venne costruita la Keele Hall, che cambiò la vita del villaggio. La famiglia Sneyd fece la fortuna sua e del villaggio sia da agricoltura e allevamenti sia dall'estrazione di ferro e carbone. Nel 1673 la famiglia Sneyd rilevò un vecchio mulino per il mais e lo convertì in una fucina, rendendo Keele uno dei due siti di produzione di padelle dell'epoca. Nel corso del XIX secolo la famiglia Sneyd possedeva quasi tutto il villaggio di Keele, portando avanti anche un programma di rinnovamento architettonico, nonché controllando anche la vita sociale del villaggio stesso.
All'inizio del XX secolo la tenuta di Keele andò incontro a un declino, anche dovuto al fatto che il suo tenutario Ralph Sneyd trascorreva poco tempo a Keele. Nel corso della seconda guerra mondiale la tenuta venne occupata dall'esercito, che vi portò alcuni prigionieri di guerra. Nel 1949 Ralph Sneyd vendette parte della tenuta di Keele alla neocostituita University College of North Staffordshire, che iniziò i lavori di restauro della Keele Hall, che era stata trascurata nel corso della guerra, e sfruttò i capanni Nissen che erano stati impiantati dall'esercito. Con la vendita della tenuta da parte di Ralph Sneyd e la successiva morte sua e nel suo nipote nel giro di un paio di anni, nel 1951 a tenuta di Keele venne venduta, mettendo fine alla dominanza della famiglia Sneyd dopo poco più di quattro secoli. Nel 1962 venne concesso lo status di università, che venne così rinominata Università di Keele.

## Infrastrutture e trasporti
Keele è servita dalla strada di categoria A numero A53, che da Newcastle-under-Lyme porta a Market Drayton e Shrewsbury. A Keele è presente anche un'area di servizio lungo la motorway M6. Per circa un secolo, tra il 1870 e il 1967, a Keele era presente una stazione ferroviaria, per la quale passava la linea che collegava Stoke-on-Trent a Market Drayton.